# Поныровка
Поныровка — деревня в Измалковском районе Липецкой области.
Входит в состав Лебяженского сельсовета.

## География
Поныровка находится на левом берегу реки Полевые Локотцы. Севернее расположена деревня Колосовка.
Деревня практически заброшена, нет даже просёлочных дорог.

## Население
| 2010 |
| ---- |
| 2    |